# Maafa (Algeria)
Maafa è un comune dell'Algeria, situato nella provincia di Batna.